# لئونارد آداموف
لئونارد آداموف (روسی: Леонард Илларионович Адамов؛ ۱۰ مارس ۱۹۴۱ – ۹ نوامبر ۱۹۷۷) یک بازیکن فوتبال اهل اتحاد جماهیر شوروی سوسیالیستی بود.
از باشگاه‌هایی که در آن بازی کرده‌است می‌توان به باشگاه فوتبال اسپارتاک مسکو و باشگاه فوتبال دینامو مینسک اشاره کرد.
وی همچنین در تیم ملی فوتبال شوروی بازی کرده‌است.